# The Thing
De Amerikaanse speelfilm The Thing, ook bekend als John Carpenter's The Thing (USA), is een horror/sciencefictionfilm uit 1982, geregisseerd door John Carpenter. Het scenario is gebaseerd op het korte verhaal Who Goes There? van John W. Campbell. Het verhaal was al eerder in 1951 verfilmd onder de titel: The Thing from Another World.

## Verhaal
Een Amerikaanse wetenschappelijke expeditie op Antarctica wordt tijdens haar werkzaamheden in het basiskamp gestoord door het geluid van een helikopter die een schijnbaar dolle hond achterna zit op het ijs. De mannen aan boord van het toestel proberen de hond neer te schieten. De Amerikanen zijn nogal verbaasd dat de Noren zoveel moeite doen om een enkele hond te doden.
Tijdens deze poging ontploft per ongeluk de helikopter wanneer een van de Noren een granaat laat vallen. De overlevende Noor wordt doodgeschoten als hij op de hond blijft schieten (die inmiddels zo dicht bij de Amerikanen is dat zij het risico lopen ook geraakt te worden). Hij schreeuwt iets in het Noors dat niemand begrijpt, voor hij wordt doodgeschoten.
De wetenschappers onderzoeken het wrak en zien dat het een Noorse helikopter is van een kamp niet ver uit de buurt. Ze vinden geen overlevenden, behalve de hond die ze meenemen naar het basiskamp. Daar sluiten ze het dier op in een kennel.
Helikopterpiloot R.J. MacReady (Kurt Russell) gaat met Dr. Copper naar het Noorse kamp om te onderzoeken wat er aan de hand is. Het kamp blijkt volledig verwoest te zijn. Ook vindt hij het gemangelde lichaam van wat waarschijnlijk ooit een mens was. Het lichaam nemen ze mee voor onderzoek.
De hond wordt opgesloten bij de andere honden in de kennel. De andere honden gedragen zich agressief tegen de nieuwkomer, alsof er iets mis is. Dan begint de hond te muteren in iets afzichtelijks. Het valt de andere honden in de kennel aan en doodt er enkele. De leden van de expeditie komen kijken wat er aan de hand is, en worden meteen omvergelopen door de doodsbange overlevende honden. Ze zien het monster dat nu in geen enkel opzicht meer op een hond lijkt, en doden het met een vlammenwerper.
Ze realiseren zich dan dat ze een buitenaardse parasitaire levensvorm hebben opgenomen in hun kamp die elke organische vorm perfect kan imiteren. De parasiet valt de levensvorm aan, om vervolgens het biologische materiaal te gebruiken om een imitatie te worden van de gebruikte levensvorm. Tot op cellulair niveau kan de parasiet een mens of dier perfect imiteren. Daarom beschikt het Ding zelfs over de herinneringen en het gedrag van die persoon, zodat andere mensen niets vreemds zullen merken.
Als de leden van de Amerikaanse expeditie de door de Noren achtergelaten videobanden bekijken, zien ze hoe de Noorse expeditie iets gigantisch groots in het ijs hebben ontdekt: waarschijnlijk het ruimteschip waarmee de alien duizenden jaren geleden op aarde is neergestort.
Omdat het Ding elke vorm aan kan nemen, zou elk lid van de expeditie het Ding kunnen zijn. De besmette hond heeft immers geruime tijd vrij over de basis kunnen rondlopen, en een aantal teamleden is alleen geweest met de hond. Niemand is meer te vertrouwen want iedereen loopt nu gevaar geïnfecteerd te worden om vervolgens gedwongen gastheer voor het organisme te zijn. Niemand durft nog alleen te blijven met een ander. Paranoia overheerst, en de expeditieleden worden nu elkaars grootste vijanden.
Het gemuteerde gevonden lichaam wordt door dr. Blair (Wilford Brimley), de bioloog van de expeditie, onderzocht, maar blijkt uiteindelijk nog in leven en gevaarlijk. Eerst "absorbeert" het George Bennings (Peter Maloney), en probeert te ontsnappen. Het team weet hem met een vlammenwerper te doden vóór de transformatie compleet is. Er zijn allerlei aanwijzingen dat andere teamleden ook geïnfecteerd zijn. Blair beseft dat het Ding, mocht het erin slagen de oversteek naar de bewoonde wereld te maken, binnen drie jaar al het aardse leven zal absorberen. Daarom doodt hij de overgebleven sledehonden en probeert het kamp en alle transportmiddelen te vernietigen, maar zijn teamgenoten overmeesteren hem.
Vance Norris (Charles Hallahan) krijgt van de spanningen een hartaanval, maar als de arts Dr. Copper (Richard Dysart) hem hartmassage geeft, wordt de borstkas van Norris een gigantische muil die de armen van de arts afbijt. Uit de muil schiet de Norrisworm naar buiten, die door MacReady met een vlammenwerper wordt gedood. Door de hitte maakt het hoofd van Norris zich los van de romp en komt uiteindelijk op de grond terecht. Er groeien grote spinnenpoten uit het geïnfecteerde hoofd waarmee het Ding probeert weg te lopen. De anderen weten het opnieuw met de vlammenwerper te doden.
MacReady besluit de overige teamleden aan een bloedtest te onderwerpen. Hij beseft dat de cellen van het Ding onafhankelijk kunnen functioneren (vandaar dat Norris' hoofd spinnenpoten ontwikkelde). Ieder klompje vlees van het Ding, iedere cel, is in feite een apart dier met een eigen overlevingsinstinct, in staat zelfstandig te handelen. Om die reden mogen vanaf dan teamleden alleen nog maar hun eigen eten klaarmaken en dit moet direct uit blik komen. Geïnfecteerd bloed zal daarom wegspringen van een hete naald. Het bloed van Palmer (David Clennon) reageert inderdaad agressief op de test, en het in Palmer verscholen Ding baant zich een weg uit Palmers lichaam en valt radio-operateur Windows (Thomas G. Waites) aan. MacReady blaast het geïnfecteerde lichaam van Palmer op met TNT, en als Windows' lichaam ook begint te muteren verbrandt MacReady hem met de vlammenwerper.
Uiteindelijk zijn alleen nog MacReady, Garry, Nauls en Childs over en het is zeker dat ze allen menselijk zijn. Ze willen nu Blair gaan testen, maar die blijkt verdwenen te zijn. Wel vinden de teamleden een soort vliegende schotel waarmee het Ding blijkbaar wilde ontsnappen, waarschijnlijk gebouwd door de inmiddels geïnfecteerde Blair. Childs rent weg in de sneeuw, de vrieskou in. Het Ding saboteert het aggregaat van het kamp: het wil zichzelf blijkbaar weer invriezen terwijl het wacht op "verse" mensen. De overige teamleden besluiten het kamp op te blazen en te verbranden, zodat het Ding zich moeilijk kan laten invriezen.
Nauls verdwijnt spoorloos op jacht naar het Ding, en Garry wordt gekeeld door Blair, die ook in menselijke vorm als het Ding opereert. Uiteindelijk is alleen MacReady over, die uiteindelijk het hele kamp inclusief het Ding ondermijnt met dynamiet. Voordat hij de hele zaak kan opblazen volgt nog een laatste confrontatie met het Ding, dat gemuteerd is tot een reusachtig afgrijselijk monster.
Terwijl MacReady zijn onafwendbare einde in de vrieskou afwacht op de rokende puinhopen van het kamp, verschijnt Childs weer uit de nacht. Ze weten niet van elkaar of de ander geïnfecteerd is, maar beseffen dat het er nu niet meer toe doet. Ze sluiten een ongemakkelijke vrede terwijl ze zich warmen aan het vuur, en beseffen dat ze beiden zullen doodvriezen.

## Alternatieve eindes
Voor de video- respectievelijk de dvd-versie zijn twee alternatieve eindes gefilmd: een open einde en een goede afloop.
In het open eind weet het Ding alsnog te ontsnappen, opnieuw in de vorm van een sledehond. Het Ding kijkt nog een keer om naar het brandende kamp en rent dan de poolwindernis in.
In het happy end wordt MacReady gered en ondergaat hij een bloedtest, die aantoont dat hij nog altijd menselijk is.

## Rolverdeling
| Acteur           | Personage                                     |
| ---------------- | --------------------------------------------- |
| Kurt Russell     | R.J. MacReady                                 |
| Wilford Brimley  | Dr. Blair                                     |
| Keith David      | Childs                                        |
| T.K. Carter      | Nauls                                         |
| David Clennon    | Palmer                                        |
| Richard Dysart   | Dr. Copper                                    |
| Charles Hallahan | Vance Norris                                  |
| Peter Maloney    | George Bennings                               |
| Richard Masur    | Clark                                         |
| Donald Moffat    | Garry                                         |
| Joel Polis       | Fuchs                                         |
| Thomas G. Waites | Windows                                       |
| Norbert Weisser  | Noor                                          |
| Larry J. Franco  | Noorse passagier met geweer (Lars in prequel) |
| Nate Irwin       | Helikopterpiloot (Matias in prequel)          |
| William Zeman    | Piloot                                        |
| Jed              | Geïnfecteerde "Ding"-hond (onvermeld)         |
| Adrienne Barbeau | Stem schaakcomputer (onvermeld)               |

## Nominaties
- In 1983 kreeg de film de Saturn Award voor "Beste Horrorfilm" en Rob Bottin die voor "Beste Speciale Effecten".
- Ennio Morricone kreeg voor deze film in datzelfde jaar een nominatie voor de Razzie Award voor "Slechtste Filmmuziek".

## Trivia
- Rob Bottin is verantwoordelijk voor de grime en speciale effecten. Bij het uitkomen van The Thing vond men deze effecten te expliciet en te bloederig.
- De kaartverkoop was uitermate slecht na de première, waarschijnlijk omdat twee weken eerder de film E.T. the Extra-Terrestrial van Steven Spielberg uit was gekomen. Deze meer optimistische film over buitenaards leven brak alle records, en men was waarschijnlijk niet in de stemming voor het duistere verhaal van The Thing. Nadat The Thing echter op VHS en dvd verscheen, steeg de populariteit.
- Herkenbare elementen van de in 1982 nieuw ontdekte ziekte aids zijn onbedoeld in de film terechtgekomen: infectie door een vreemd lichaam, bloedtesten, het niet herkennen van geïnfecteerde organismen.
- De vertaling van de laatste woorden van de Noor is: Ga verdomme weg! Dat ding is geen hond! Het imiteert een hond! Het is niet echt! Ga weg, idioten!
- Hoe afzichtelijk het Ding ook is, het is feitelijk een samensmeltsel van alle levensvormen die het eerder heeft geassimileerd.
- Hoewel het Ding zijn slachtoffers zichtbaar op twee manieren onschadelijk maakt (ze assimileren of doden) blijkt uit de film een derde manier volgend uit het gegeven dat iedere cel apart kan handelen en lichaamscellen kan overnemen. Dit is het slachtoffer besmetten met Ding-cellen waarop deze geleidelijk het lichaam overnemen. Dit verklaart het gedrag van de hond toen hij door de Noren werd aangevallen; hij probeerde de Amerikanen in het gezicht te likken in de hoop ze te besmetten met Ding-cellen. Toen de Noren dood waren, was er geen reden meer hiervoor en werd de hond minder aanhalig; hij kon nu de geschikte tijd om alleen te zijn met een slachtoffer afwachten.
- Er zijn meerdere theorieën over wie wanneer besmet raakte. Vooral de besmetting van Blair, die afgezonderd opgesloten zat, is voor velen een raadsel. De gangbare theorie is dat hij niet direct is geassimileerd is maar besmet via zijn eten of doordat hij een instrument waarmee hij het Ding tijdens de autopsie heeft aangeraakt, naar zijn lippen brengt. Een andere aanwijzing is de aanwezigheid van een strop in zijn cel: Blair wilde wellicht zelfmoord plegen toen hij realiseerde dat hij besmet was en het Ding zijn lichaam aan het overnemen was, maar was uiteindelijk al te ver heen toen hij klaar met dit werk was.
- De wolfshond/Malamute Jet, die de geïnfecteerde hond speelde, speelde nog in andere films mee en bereikte de voor honden respectabele leeftijd van 18 jaar. Zijn andere films zijn The Journey of Natty Gann, White Fang en het vervolg daarop, White Fang 2: Myth of the White Wolf.

## Achtergrond
De paperback pulpnovelle Who Goes There? van John W. Campbell, Jr. uit 1938 was de inspiratiebron voor de film. John Carpenter is een fan van zowel schrijver Campbell als van de eerste filmincarnatie van het verhaal: Howard Hawks' The Thing from Another World uit 1952. Ook de co-producer van The Thing, Stuart Cohen, heeft toegegeven een fan van Campbell te zijn.
Over het algemeen wordt John Carpenters filmversie van Who Goes There? als het meest trouw aan de brontekst beschouwd.
Het filmen gebeurde in een vijftal tot op het vriespunt gekoelde studio's in Los Angeles. Hoofdrolspeler Kurt Russell merkte daar later over op: "Het was alsof je in een koelkast werkte. Maar als je van de set naar buiten liep was het alsof je in een oven terechtkwam."
Op 2 december 1981 gingen ca. 100 Amerikaanse en Canadese filmmakers naar een afgelegen locatie in de buurt van het plaatsje Stewart in Brits-Columbia om daar de laatste opnames voor de film te maken. Er waren goede redenen om juist voor die plek te kiezen:
1. Het was de meest noordelijke ijsvrije haven aan de Canadese westkust.
2. Er was een gletsjer die via een weg toegankelijk was.
3. Er was honderd procent kans op sneeuw.

Elk hotel, motel en verhuurde kamer in de buurt was bezet door de filmploeg. De ploeg moest elke dag met helikopter, auto of bus via de smalle kronkelweg naar de koude, ondergesneeuwde filmlocatie toe. Regisseur John Carpenter zegt daarover: "Er waren telkens maar een paar uur daglicht omdat we filmden in november en december. De lenzen bevroren soms in de camera's. Het was erg lastig om van de ene plek naar de andere te komen. Het filmen bezorgde ons veel problemen, maar ook weer niet zoveel als ik aanvankelijk had gedacht."
Na de laatste opnames werd er alsnog een week lang extra gefilmd op de Taku-gletsjer bij Juneau in Alaska, in juni 1981.

### Boekadaptatie
- Alan Dean Foster - The Thing (1982); Bantam, New York.